# Lugosi László (fényképész)
Lugosi László, névváltozat: Lugosi Lugo László (Budapest, 1953. március 30. – 2021. július 18.) magyar fényképész, művészeti szakíró, filmkészítő.

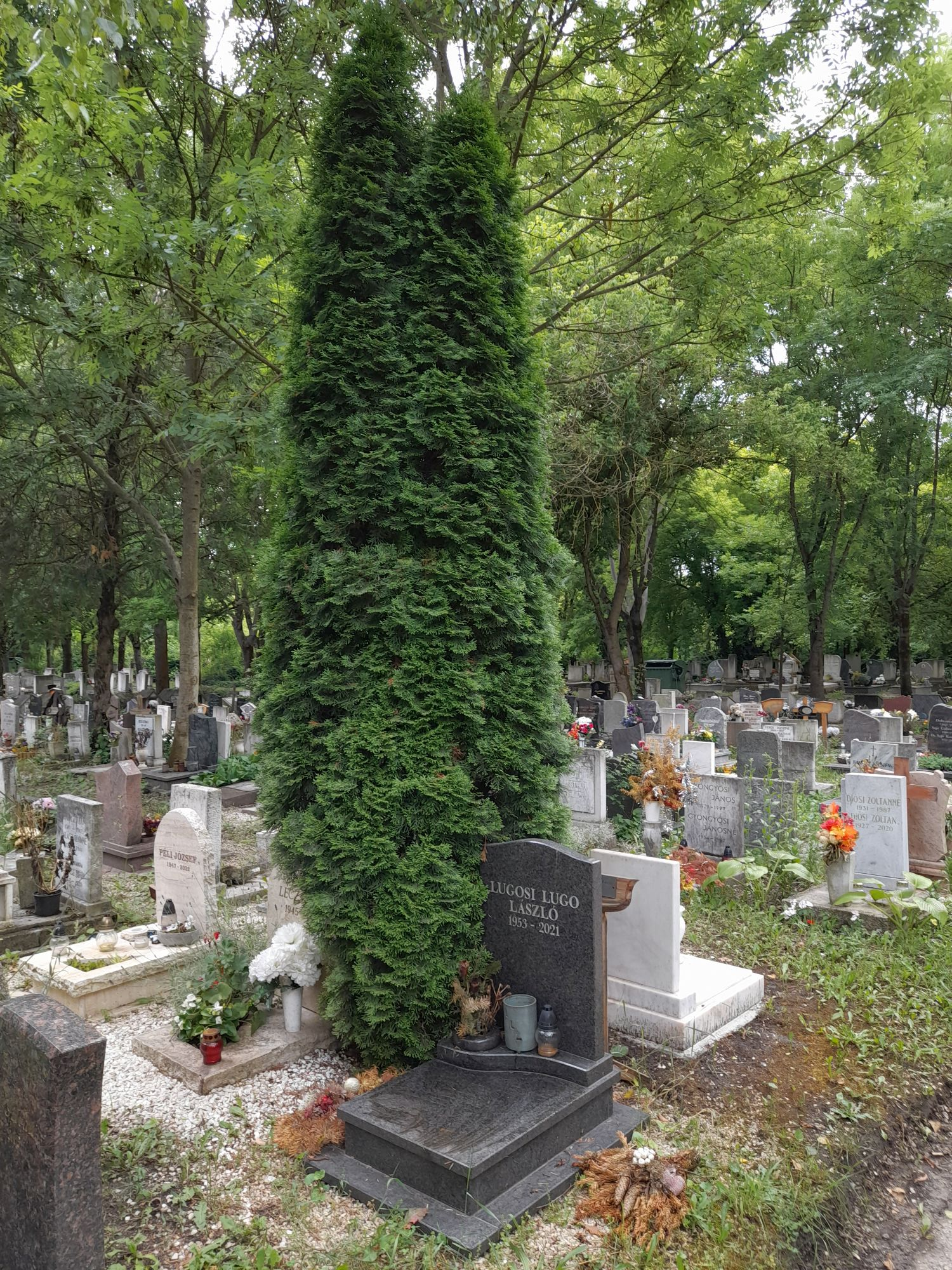
Sírja a budapesti Megyeri temetőben

## Életútja
1977-ben végzett az Eötvös Loránd Tudományegyetem Bölcsészettudományi Karán, angol–magyar, továbbá filmesztétika szakon. 1975–1980 között a Balázs Béla Stúdió tagja, rövidfilmeket készített Forgács Péterrel, Szemadám Györggyel és másokkal. 1978 óta kiállító fotográfusként volt jelent a kortárs művészeti életben, mestereinek Kardos Sándort és Haris Lászlót tekintette. Írásait 1980 óta olvashatjuk különböző szakmai folyóiratokban, magazinokban, elsősorban az Élet és Irodalomban, a Magyar Naplóban, a Biciklitolvajban, valamint fényképészeti szakfolyóiratokban. 1983-tól több művészeti kiállítás társkurátora.
1985 óta tevékenykedik független fotósként, fókuszában főként az építészeti és műtárgyfotózás áll. Az évek alatt szövődött tovább városarcheológusi munkássága és fordult érdeklődése többek között a graffiti felé. Építészeti felvételei készültek egyebek mellett a Hotel Kempinski, Nationale Nederlanden, VAM Design, Fővárosi Szoborpark (Budapest), a Dévényi és Tsa. építészeti iroda (Pécs), az ABLivingDesign (Stockholm) megbízásából; építészeti fotói főként az Átrium, Szép lak, Magyar Építőművészet, L’architecture d’aujourd’hui (Párizs), Art and Design (London) című szaklapban jelentek meg. Műtárgyfotósként elsősorban a Balkon, a Műcsarnok, a Budapest Galéria számára, illetve a Corvina és más művészeti könyvkiadók megbízásából tevékenykedik.
1994 óta egyetemi és főiskolai előadásokat, workshopokat tartott a Magyar Iparművészeti Főiskolán, az Eötvös Loránd Tudományegyetemen, Pécsett és Egerben. 1995-ben hosszabb tanulmányutat tett az USA-ban. 1997–1998 között az MTV Árnyékfogó című fotográfiai folyóirata számára készített önálló műsorokat.
A 70-es években tevékenysége alig behatárolható: filmmel, fotóval, írással egyaránt foglalkozott, szépirodalmi műveket és művészeti szakszövegeket fordít angolból. Nem csupán jelen van a művészeti eseményeken, hanem nyitott és szabad szellemével, kreatív gondolkodásával számos képzőművészeti, fotográfiai és filmes mű, rendezvény inspirálója. A Hórusz Archívum egyik alapítója. Az underground művészvilágban betöltött kivételes helyzetét fotónaplójában dokumentálta. A 80-as évek elejének a nyilvánosság határán tevékenykedő művészeti-fényképészeti új hulláma sokat köszönhet Lugo figyelmének, bírálatának, lelkesedésének. Ezekben az években maga is több műfajban próbálkozott, rövid ideig zenélt is. A 80-as évek közepétől válik professzionális fotográfussá az építészeti és műtárgyfényképezés területén. Nagyobb ciklusokat fényképez a még éppen létező, szemünk előtt elmúló Budapest addig észre sem vett jelenségeiről (gyárépületek, neonreklámok stb.). Számos beállított portréfelvételt készít kortársairól, művészekről, írókról – megbízásból, ám gyakorta kedvtelésből is. Mint minden fényképfelvételét, ezeket is a technikai pontosság, képi fegyelem, részletekben nem elvesző narrativitás jellemzi.[forrás?]
Lugo 2002-ben megjelent könyvében feltárta Klösz György, a magyar fotótörténet alig ismert, jelentős, múlt századi személyiségének életművét. Klösz a 19. század egyik legjelentősebb budapesti fényképésze. Németországban született, de Magyarországon dolgozott mintegy negyven éven át. A fényképészet mellett fényképkiadó és fotólitográfiai nyomdász is volt. Munkássága a csúcsokra jutott. Nagy terjedelmű sorozatokban hagyta ránk a 19. század utolsó harmadának fényképeit és látványait.
1996-ban kevés munkája volt az év elején, és februárban átgondolta, milyen régi ötleteket lehetne elővenni, és pénzzé tenni. Egyik volt „A Klösz”, amelyet már egy pár évvel azelőtt kitalált, de soha nem gondolta elég izgalmasnak ahhoz, hogy belefogjon. Az volt az elképzelése, készít néhány próbafelvételt, és ezekkel végigjár pár könyvkiadót, hátha valamelyiknek megtetszik az ötlet: könyv formájában egymás mellé tenni Klösz egykori budapesti képeit, és azokat, amelyeket ma Lugo készített el, ugyanabból a szögből, még pontosabban ugyanarról a pontról, ahol ő állt száz évvel korábban. Így indult a Klösz-projekt.
Több mint 10 évet foglalkozott a 19. század meghatározó fényképészével, adatokat és képeket gyűjtött, képpárokban reprodukálta városképeit, melyeket egy monográfiában és a Budapest 1900–2000 könyvben tett nyilvánossá.

## Egyéni kiállítások
- 1978 • Szekvenciák, Fiatal Művészek Klubja, Budapest
- 1979 • Képek a Fotónaplóból, Fiatal Művészek Klubja, Budapest
- 1981 • Portrék, Budapest-New York, Fiatal Művészek Klubja, Budapest [Forgács Péterrel] • Portrék, Bál, Kende u. 3., Budapest [Halas Istvánnal]
- 1985 • A NAKI civilizáció tárgyi emlékei, Liget Galéria, Budapest
- 1986 • Neon Blue, Nykyaika G., Tampere
- 1987 • Vendégek, Budapest Galéria, Budapest
- 1988 • Új szendvicsképek, Fiatal Művészek Klubja, Budapest • Budapesti neonok, Dorottya u.-i Galéria, Budapest
- 1989 • Magyarok, Barbican Centre, London [Gémes Péterrel, Szilágyi Lenkével] • Egyesek és mások, Francia Intézet, Budapest • Régi boltok, Magyar Intézet, Párizs [Frankl Alionával]
- 1991 • Neonok a pesti éjszakában, Café Hold, Budapest
- 1993 • Utóbbi időben készült Polaroidok, melyek a közönséget kívánják ámulatba ejteni és elbűvölni, Liget Galéria, Budapest • Ifjúsági Ház, Szeged • Eltűnő Budapest, Pécsi Galéria, Pécs [Frankl Alionával]
- 1994 • Újabb Polaroidok, Poszter Galéria, Szentendre
- 1994 • Eltűnő Budapest, Francia Intézet, Budapest [Frankl Alionával] • Ipari táj, Budapest Galéria, Budapest [Hajdú Józseffel]
- 1995 • Szén, Művészetek Háza, Pécs • Budapesti fotók, New Hampshire College, Amherst (USA)
- 1996 • Urán, Cirkogejzír Galéria, Budapest • Szén, Fészek Galéria, Budapest • Félúton, Budapest Galéria, Budapest
- 1997 • Budapesti fotók, 1986-1996, Építészeti Központ, Theszaloníki [Frankl Alionával] • Klösz-képrekonstrukciók, Magyar Ház, Berlin
- 1998 • Budapesti fényképek, 1988-1998, Magyar Akadémia, Róma [Frankl Alionával] • Magyar Lettre Internationale, Francia Intézet, Budapest [Lengyel Andrással] • Budapest egykor és ma, Kleine Galerie, Eberswalde (D) • Angyali társaságban, Helikon Könyvesház, Budapest • Párizsi emlékek, 1986, Művészet Háza, Baja
- 1999 • Basilica, Szent István-bazilika [Telek Balázzsal]
- 2000 • Budapest régen és most, Kiscelli Múzeum, Budapest
- 2022  • Budapest régen és most, Collegium Hungaricum, Bécs
- 2004  • Art Nouveau Architecture, The Lightshouse, Glasgow
- 2004  • Salzburg gestern und heute, Fotohof Gallery, Salzburg
- 2017  • Szén, Válogatás a Szöllősi-Nagy – Nemes Gyűjtemény Gyűjteményéből, VOK, Széchenyi István Művelődési Ház
- 2017  • Régi Eckermann, Három Holló, Budapest
- 2019  • Huszonnégy óra, FUGA, Budapest
- 2019  • Rejtett Ferencváros, Ferencvárosi Helytörténeti Gyűjtemény és Egyesület, Budapest

## Csoportos kiállítások
- 1978 • I. Esztergomi Fotóbiennálé, Vármúzeum, Esztergom
- 1980 • II. Esztergomi Fotóbiennále[4]
- 1982 • FF80, Miskolci Fotógaléria • Óbuda Galéria, Budapest • Mala G., Varsó
- 1983 • Álomi szép képek, Budapest Galéria, Budapest
- 1984 • WaTraMo I., Nykyaika G., Tampere (FIN)
- 1987 • Fotográfia, Mala G., Varsó • WaTraMo II., Nykyaika G., Tampere • Mágikus művek, Budapest Galéria, Budapest • Önarckép, Fotógaléria • Magyar Fotográfia ’87, Műcsarnok, Budapest
- 1988 • Kortárs magyar fotó, G. Fotohof., Salzburg • Öt magyar fotográfus, G. Doisneau, Vandeuvre (FR) • Fiatal magyar fotósok, Galerie Treptow, Berlin
- 1989 • Más-Kép, Ernst Múzeum, Budapest • Az átalakult médium, Allen Memorial Museum, Oberlin (USA)
- 1990 • A szabadság levegője, Musée de l’Élysée, Lausanne • Esztergomi Fotóbiennálé • Hat magyar művész, Space Gallery, Szöul (KOR) • Pillantás K.-ra, Image G., Aarhus (DK)
- 1992 • Egészen kis tájak, Small Galéria, Budapest • MissionArt Galéria, Miskolc • Perem Galéria, Pécs
- 1999 • Volt egyszer egy cementgyár, Kortárs Galéria, Tatabánya

## Albumok és könyvek
- Rejtett Ferencváros, Budapest Főváros IX. Kerület Ferencváros Önkormányzata, Budapest, 2019
- Narcissus Revisited, Pauker Gyűjtemény, Budapest, 2017
- Fényképíró – A dagerrotípiától a digitálisig,Typotex, Budapest, 2012
- La Tour / The Eiffel Tower, Honfran, Budapest, 2010
- Budapest Templomok / Churches, VinceBudapest, 2007
- Változó Budapest, Kieselbach Gallery, Budapest, 2006
- Wien GESTERN UND HEUTE / THEN AND NOW, Edition Fotohof im Otto Müller Verlag, Salzburg, 2006
- A Dunánál / On the Danube, Vince, Budapest, 2005
- Salzburg GESTERN UND HEUTE / THEN AND NOW, Edition Fotohof im Otto Müller Verlag, Salzburg, 2004
- A Vár / Castle District, Vince, Budapest, 2004
- Tükörképek / Mirror Images, Helikon, Budapest, 2003
- Athens Then and Now, Olkos, Athén, 2003
- Zsidó Budapest / Jewish Budapest, Vince, Budapest, 2002
- Szentendre, Magyar Könyvklub, Budapest, 2002
- Klösz György élete és munkássága / The Life and Work of György Klösz, PolgArt, Budapest, 2002
- Budapest 1900–2000, Vince, Budapest, 2001
- A szecesszió Budapesten / Art Nouveau in Budapest, Magyar Könyvklub, Budapest, 1999
- A csomagolás művészete / The Art of Wrapping, IT Studio,Szeged, 1997
- Szén / Coal, Kép-Árnyék / Image-Shadow, Budapest, 1995
- Fényképművészet / The Art of Photography, Új Mandátum, Budapest, 1994

## Művek közgyűjteményekben
- Magyar Fotográfiai Múzeum, Kecskemét
- Fővárosi Szabó Ervin Könyvtár, Budapest Gyűjtemény, Budapest
- Magyar Nemzeti Múzeum, Történelmi Fényképtár, Budapest
- Carolino-Augusteum Museum, Salzburg

## Művek magánygyűjteményben
Szöllősy – Nemes Gyűjtemény, Budapest
Equibrilyum Art Collection, Budapest